# 聖母教堂 (哥本哈根)

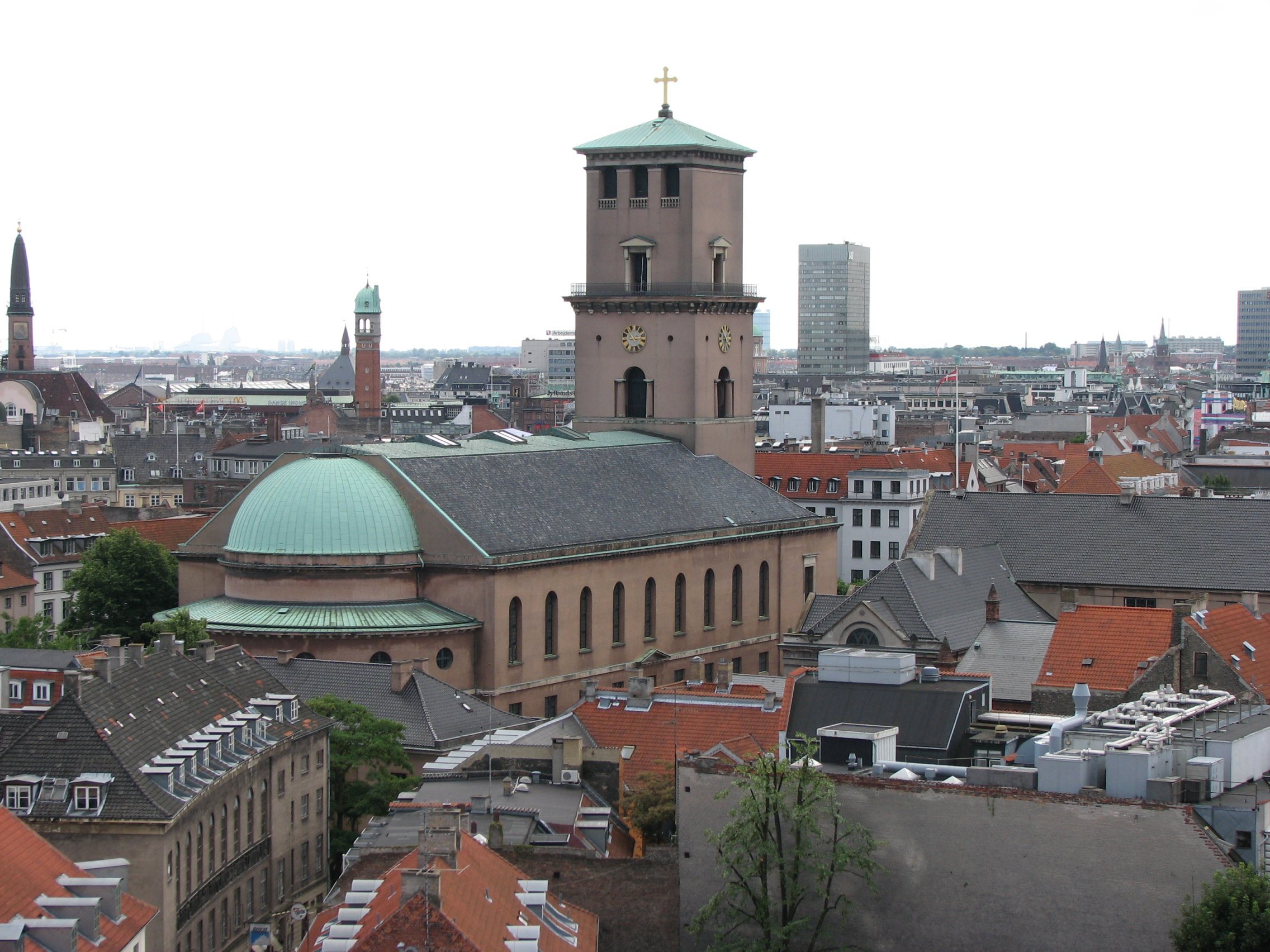
哥本哈根聖母教堂

聖母教堂（丹麥語：Vor Frue Kirke）是位於丹麥首都哥本哈根的一座新教信義宗丹麥國教會教堂，也是丹麥的國家教堂。緊鄰哥本哈根大學主樓。現在的教堂建築為新古典主義風格，竣工於1829年。教堂的歷史可以追溯至10世紀後期。

## 外部連結
- Copenhagen's Cathedral - The Church of Our Lady （页面存档备份，存于）
- Official website （页面存档备份，存于） （丹麦文）

55°40′46″N 12°34′22″E / 55.67944°N 12.57278°E